# Міська етноботаніка
Міська етноботаніка — це дисципліна відносно нещодавнього розвитку, яка вивчає, серед інших питань, ботанічні знання, характерні для тих мультикультурних контекстів, якими є міські агломерації.